# كون (لعبة فيديو 2004)
كون (باليابانية: 九怨) (بالإنجليزية: Kuon)‏ ، هي لعبة فيديو إلكترونية من نوع رعب البقاء ، أنتجت شركة فروم سوفت وير اليابانية سنة 2004م ، وتحدث القصة في مدينة كيوتو في فترة هييآن باليابان حيث أنتشرت الأشباح والرعب في المدينة.